# Boom Overture
De Boom Overture is een voorgesteld supersonisch (mach 1,7) vliegtuig voor 64 tot 80 passagiers met een bereik van 7.870 km, dat naar verwachting in 2029 zal worden geïntroduceerd door Boom Technology. 
Het bedrijf beweert dat er met 500 haalbare routes een markt zou kunnen zijn voor 1.000 supersonische vliegtuigen met business class-tarieven. In december 2017 waren er 76 toezeggingen. Het vliegtuig zal naar verwachting een deltavleugelconfiguratie hebben (vergelijkbaar met de Concorde), maar zal worden gebouwd met composietmaterialen. 
Na een herontwerp dat in 2022 werd onthuld, is het de bedoeling dat het wordt aangedreven door vier droge (zonder naverbranding) turbofans van 160 kN. Regelgeving voor startgeluid of geluidsmuurknallen over land kan worden nageleefd of gewijzigd.

## Markt
Het bedrijf beweert dat vijfhonderd dagelijkse routes haalbaar zouden zijn: bij mach 1,7 over water zouden New York/Newark en Londen 3 uur en 30 minuten uit elkaar liggen; Newark en Frankfurt zouden vier uur uit elkaar liggen. Met een bereik van 8.300 km zouden vluchten over de Stille Oceaan een tankstop vereisen: San Francisco en Tokio zouden zes uur uit elkaar liggen. 
Er zou tegen 2035 een markt kunnen zijn voor duizend supersonische vliegtuigen. Boom mikt op een prijs van $ 200 miljoen, niet verdisconteerd en exclusief opties en interieur, in dollars van 2016. Het bedrijf beweert dat de operationele kosten per premium beschikbare stoelmijl lager zullen zijn dan die van subsonische widebody-vliegtuigen. De Boom-fabriek zal zo groot zijn dat hij tot 100 vliegtuigen per jaar kan assembleren voor een potentiële markt van 1.000 tot 2.000 vliegtuigen over een periode van tien jaar.
Boom streeft naar tarieven van $ 5.000 voor een retourvlucht van New York naar Londen, terwijl hetzelfde voor de Concorde $ 20.000 kostte, gecorrigeerd voor inflatie; het was de enige winstgevende route. Hetzelfde brandstofverbruik maakt onder andere tarieven mogelijk die vergelijkbaar zijn met die van de subsonische businessclass. Voor langeafstandsroutes zoals San Francisco-Tokio en Los Angeles-Sydney zouden 30 platliggende eersteklasstoelen kunnen worden voorgesteld, naast 15 businessclassstoelen.
In maart 2016 bevestigde Richard Branson dat Virgin Group opties heeft voor 10 vliegtuigen, en dat Virgin Galactics dochteronderneming The Spaceship Company zal helpen bij de productie en het testen van het vliegtuig. In 2023 maakte Virgin Group echter bekend dat haar aankoopopties waren verlopen.
Een niet bij naam genoemde Europese luchtvaartmaatschappij heeft ook opties op 15 vliegtuigen; de twee deals bedragen in totaal 5 miljard dollar. Op de Paris Air Show 2017 werden 51 toezeggingen toegevoegd. In december 2017 werd bevestigd dat Japan Airlines tot 20 vliegtuigen had besteld, als onderdeel van toezeggingen voor 76 van vijf luchtvaartmaatschappijen. 
Boom CEO Blake Scholl denkt dat 2.000 supersonische vliegtuigen 500 steden zullen verbinden en belooft £ 2.000 voor een enkele reis van Londen naar New York, vergelijkbaar met de bestaande subsonische business class.
Op 3 juni 2021 kondigde United Airlines aan dat ze een overeenkomst hadden getekend om 15 Overture-vliegtuigen aan te schaffen met nog eens 35 opties, met de verwachting dat tegen 2029 passagiersvluchten zullen starten. Op 16 augustus 2022 kondigde American Airlines een overeenkomst aan om 20 Overture-vliegtuigen te kopen met nog eens 40 opties.

## Ontwikkeling
In maart 2016 had het bedrijf concepttekeningen en houten mockups gemaakt van delen van het vliegtuig.
In oktober 2016 werd het ontwerp verlengd tot 47 m om plaats te bieden aan maximaal 50 passagiers met tien extra stoelen, werd de spanwijdte licht vergroot en werd een derde motor toegevoegd om ETOPS mogelijk te maken met een omleidingstijd van maximaal 180 minuten. Het vliegtuig zou plaats bieden aan 55 passagiers in een configuratie met een hogere dichtheid. In juni 2017 stond de introductie gepland voor 2023. In juli 2018 werd dit uitgesteld tot 2025. Destijds had het meer dan 1.000 gesimuleerde windtunneltests ondergaan.
Boom mikte aanvankelijk op een kruissnelheid van mach 2,2 om te passen in de dienstregelingen van transoceanische luchtvaartmaatschappijen en een hogere benutting mogelijk te maken, terwijl het luchthavenlawaai op niveau 4 bleef, vergelijkbaar met subsonische langeafstandsvliegtuigen. Het was de bedoeling dat de vliegtuigconfiguratie eind 2019 of begin 2020 zou worden vastgelegd voor een lancering met motorselectie, toeleveringsketen en productielocatie. 
De ontwikkeling en certificering van het vliegtuig en zijn motor werden geschat op $ 6 miljard. Er werd genoeg geld ingezameld om belangrijke mijlpalen te kunnen bereiken, zoals het vliegen met een prototype (XB-1) om de technologie te bewijzen, het opbouwen van een orderportefeuille, het vinden van belangrijke leveranciers voor motoren, structuren en elektronica, en voor het certificeringsproces.
Op de Paris Air Show van juni 2019 kondigde Blake Scholl, CEO van Boom, aan dat de introductie van de Overture was uitgesteld van 2023 naar de periode 2025-2027, na een tweejarige testcampagne met zes vliegtuigen. In september 2020 maakte het bedrijf bekend dat het een contract had gekregen van de Amerikaanse luchtmacht om de Overture te ontwikkelen voor mogelijk gebruik als Air Force One.
Op 7 oktober 2020 onthulde Boom publiekelijk zijn XB-1-prototype, waarmee het in 2021 voor het eerst zou vliegen vanuit Mojave Air en Space Port, Californië. Het verwachtte in 2021 te beginnen met windtunneltests voor de Overture en in 2022 te beginnen met de bouw van een productiefaciliteit, met de capaciteit om maandelijks 5 tot 10 vliegtuigen te produceren. De eerste Overture zou in 2025 worden onthuld, met als doel in 2029 typecertificering te behalen. Vluchten zouden in 2030 beschikbaar moeten zijn, zoals geschat door Blake Scholl.
Boom richt zich momenteel op een langzamere mach 1,7-snelheid. In januari 2022 kondigde Boom een subsidie van 60 miljoen dollar aan uit het AFWERX- programma van de Amerikaanse luchtmacht om de Boom Overture verder te ontwikkelen. 
In juli 2022 kondigde Boom een samenwerking aan met Northrop Grumman om een 'speciale missie'-variant te ontwikkelen voor de Amerikaanse regering en haar bondgenoten. Vanaf januari 2022 is de eerste vlucht van de Overture gepland voor 2026 en de ingebruikname wordt verwacht in 2029.
Op 19 juli 2022 onthulde Boom op de Farnborough Airshow een herzien voorstel voor de productieversie van de Overture. Deze versie heeft vier motoren en een staartdeltavleugel.
Op 13 december 2022 kondigde Boom aan dat het zijn eigen turbofanmotor zou ontwikkelen nadat de "Big Three"-motorfabrikanten Rolls-Royce, Pratt & Whitney en General Electric, evenals CFM en Safran eerder hadden geweigerd een nieuwe motor te ontwikkelen vanwege de hoge kosten. De motor, genaamd Symphony, zal worden ontwikkeld in samenwerking met drie entiteiten: Kratos-dochter Florida Turbine Technologies voor motorontwerp, StandardAero voor onderhoud en General Electric-dochter GE Additive voor advies over printcomponenten.
Op 22 maart 2024 vond de eerste (subsonische) vlucht plaats van de Boom XB-1, een prototype op schaal 1/3 van de Overture met klassieke turbojets. Op 28 januari 2025 werd de eerste supersonische vlucht met dit vliegtuig gemaakt.

## Ontwerp
De vleugelconfiguratie van de Overture is een conventionele samengestelde delta voor een lage supersonische weerstand, ontworpen om te lijken op een schaalmodel van 75% van de Concorde. Het beschikt niet over een lage geluidsgolf, in tegenstelling tot de SAI Quiet Supersonic Transport (QSST) of laminaire supersonische stromingstechnologie van de Aerion AS2. Vanwege de lage vleugelverhouding van 1,5 is de luchtweerstand bij lage snelheid hoog en heeft het vliegtuig een hoge stuwkracht nodig bij het opstijgen. De onderhoudskosten voor het casco zullen naar verwachting vergelijkbaar zijn met die van andere koolstofvezelvliegtuigen. 
De Overture zou tegen een kwart van de kosten van de Concorde moeten werken door te vertrouwen op droge motoren (geen naverbrander), composietstructuren en verbeterde technologie sinds de ontwikkeling van de Concorde. Het vliegtuig met 55 zitplaatsen zou 77.100 kg wegen kg. Het zou 52 meter lang moeten zijn lang en 18 m breed en plaats bieden aan 45 passagiers, waarvan 10 in eerste klas of 55 met een 190 cm-zitplaatsafstand. 
In 2021 presenteerde Boom een langere lengte van 62 m met een capaciteit van 65 tot 80. Wijzigingen in het maximale startgewicht of de vereiste motorkracht werden niet bekendgemaakt.
De FAA en ICAO werken aan een supersonische standaard om supersonische vluchten over land mogelijk te maken. NASA is van plan om in 2022 voor het eerst met zijn Low Boom Flight Demonstrator te vliegen om de publieke aanvaardbaarheid van een knal van 75 PNLdB te beoordelen, lager dan de 105 PNLdB van de Concorde. 
Er wordt verwacht dat de Overture bij het opstijgen niet luider zal zijn dan huidige vliegtuigen zoals de Boeing 777-300ER. Supersonische vliegtuigen zouden kunnen worden vrijgesteld van de FAA-regels voor startgeluid, waardoor hun brandstofverbruik met 20-30% zou kunnen worden verminderd door smallere motoren te gebruiken die zijn geoptimaliseerd voor acceleratie in plaats van voor het beperken van geluid.
In 2017 testten Honeywell en NASA voorspellende software en cockpitdisplays die de sonische knallen onderweg lieten zien, om de verstoring ervan over land te minimaliseren.
Ontwerpwijzigingen die in juli 2022 werden aangekondigd, omvatten onder meer een toename van het aantal motoren tot vier om kleinere, minder technisch uitdagende motoren mogelijk te maken en om op lagere niveaus te kunnen opstijgen om het geluid te verminderen, en een opnieuw ontworpen vleugel en romp van de meeuwvorm om de luchtweerstand te verminderen.

### Motoren
De Boom Symphony is een turbofanmotor die in ontwikkeling is voor gebruik op de Overture. De motor is ontworpen om 160 kN stuwkracht te produceren bij het opstijgen, de Overture-supercruise op mach 1,7 te ondersteunen, en uitsluitend duurzame vliegtuigbrandstof te gebruiken.

## Specificaties
| Capaciteit       | 64 tot 80 passagiers                                             |
| Lengte           | 61 m                                                             |
| Spanwijdte       | 18 m                                                             |
| Max startgewicht | 77.111 kg                                                        |
| Motoren          | 4 × Boom Symphony medium-bypass turbofans, 160 kN stuwkracht elk |
| Maximumsnelheid  | 2.083 km/h (mach 1,7)                                            |
| Bereik           | 7.870 km                                                         |